# Заборонений (фільм, 2019)
«Заборонений» (робочі назви — «Птах душі» та «Стус») — український художній повнометражний фільм, який на широкому тлі боротьби українських дисидентів кінця 1960-х — початку 1980-х років розповідає про життя і загадкову смерть відомого поета-шістдесятника, правозахисника, Героя України — Василя Стуса. Режисером фільму виступив Роман Бровко, авторами сценарію — Сергій Дзюба та Артемій Кірсанов. Вони стали також авторами однойменного біографічного кінороману.
У процесі роботи фільм двічі змінював назву з оригінальної — «Птах душі» на «Стус», та врешті решт, «Заборонений». Також у серпні 2018 року розгорівся скандал, стосовно епізоду на судовому процесі над Василем Стусом, коли зі сценарію були видалені усі згадки, зокрема, про тодішнього державного адвоката Віктора Медведчука.
Фільм вийшов в український кінопрокат 5 вересня 2019 року, до Дня пам'яті поета.

## Назва
Початково назва фільму мала бути «Птах душі». Згодом у процесі роботи назву змінили на «Стус» аби підкреслити що сюжет стрічки обертається навколо життя легендарного українського поета та дисидента Василя Стуса. Пізніше назву знову змінили — зі «Стуса» на «Заборонений». За повідомленням Держкіно творча група стрічки відмовилась від імені поета у назві через те, що у фільмі представлено не лише біографію Василя Стуса, а й як образ того часу й уособлення боротьби українських дисидентів з тоталітарним режимом у Радянському Союзі.

## Синопсис
Фільм структурно має три частини. У першій, під назвою «Київ», розповідається про життя Стуса у Києві в умовах розгортання дисидентського руху в 1960-х роках. Молодий та амбітний поет-патріот навчався на той час в аспірантурі Академії наук УРСР. Він, молодий і повний енергії, знайомиться з дівчиною. Вони йдуть на літературний вечір пам'яті Василя Симоненка, який зриває міліція. Не бажаючи миритися з безправним становищем українців у СРСР, Василь Стус разом зі своїми товаришами-однодумцями кидає виклик тоталітарній системі. Він намагається говорити про те, про що мовчали мільйони. У кінотеатрі «Україна» на прем'єрі «Тіней забутих предків» він бере активну участь у політичній акції через арешт Світличного. За це його виключають з аспірантури. Працює кочегаром, але втрачає і цей заробіток. Знаходить віддушину в творчості: пише вірші. Але й цього радянська влада не дозволяє. Трохи згодом Стус стає свідком самоспалення Василя Макуха… Це знову його приводить до думки активізувати боротьбу. У цій частині досить багато портретів шістдесятників. Найбільше уваги приділяється художниці Аллі Горській.
Друга частина фільму «Суд» починається сценою з відомого суду 1980 року. Тут забагато випадкових, «штучних» свідків, з якими Стус ніколи не зустрічався і не спілкувався. Зокрема, автори сценарію дають прізвище Шаріков одному з таких брехливих «свідків» на судовому процесі поета, як відсилання до булгаковського «Собачого серця» з усією низкою асоціяцій… Хронологічна канва фільму час від часу переривається вставними епізодами та спогадами. Також до сюжету введено хронікальні кадри 1950—70-х років, де показуються радянські люди на вулицях Києва, зняті тодішніми кінооператорами для конкретних фільмів та кіножурналів зовсім з іншою метою. При цьому, не хроніка вмонтовується в ігрові епізоди, а, навпаки, ігрові епізоди вмонтовуються у хроніку, створюючи ілюзію історично достовірного кіно.
У третій частині «Віра» (найбільшій за часом у картині) емоційно показано перебування Василя Стуса у пермському таборі особливого режиму ВС-389/36 у селі Кучино Пермської області до останніх днів його життя. Ця частина частково відтворює події однойменної книжки авторів сценарію. Зокрема, головний герой згадує, як він, уродженець Донбасу, працював учителем української мови у Горлівці та відчував утиски української мови в Українській РСР. Тому, в умовах постійного тиску і погроз, Стус не припиняє боротьбу навіть у засланні. У фільмі показана реальна історія нескореного поета, історія кохання і зради, людської гідності та підлості. В той же час, багато уваги приділяється спецоперації КДБ, коли полковник Віра Холод (вигаданий персонаж) намагається вмовити Стуса написати листа з визнанням власних помилок і прихильності до радянської влади, щоб випустити його, бо його висувають на Нобелівську премію, яку також начебто має отримати радянський генсек Михайло Горбачов. Разом із тим, у начальника табору Журавльова на Стуса свої плани. Зі всього фільму саме в цій частині демонструється найбільш розгорнута історія стосунків полковниці КДБ та Стуса. Їх бесіди складають осердя оповіді. Також, це спроби показати кохання і страждання людей. За відмову піти на угоду з радянською владою фінальна збірка Стуса «Птах душі» так і не здолала грати. Кадебістка знищує на очах поета аркуш за аркушем написаної рукописної збірки. Також у фільмі доходить до любовної трагедії, коли начальник колонії майор Журавльов убиває свого коханця лейтенанта Кузнєцова.
|  | «Якщо перша половина фільму — порівняно світла, ностальгійна, поривчаста, то друга — похмура, психологічна, гостросюжетна. У першій — пантеон шістдесятників, яким протиставлено безликі сили режиму. У другій з одного боку барикад — Стус із колективним портретом політв'язнів (майже в дусі радянської "дружби народів": українець Левко Лук'яненко, росіянин Леонід Бородін, вірменин Акопян), з другого — яскраво виписані портрети табірного начальства і "гості з Києва" Віри Холод, де є своє протистояння, що додатково підігріває сюжет», відзначила Анастасія Канівець. |

## У ролях

### У головних ролях
| Актор             | Персонаж                  | Роль                                                    |
| ----------------- | ------------------------- | ------------------------------------------------------- |
| Дмитро Ярошенко   | Василь Стус               | головний герой                                          |
| Діана Розовлян    | Валентина Попелюх         | дружина Василя Стуса                                    |
| Євгенія Гладій    | Віра Холод                | агент КДБ, полковник                                    |
| Олег Масленніков  | майор Володимир Журавльов | начальник табору                                        |
| Віталій Салій     | лейтенант Кузнєцов        | працівник табору                                        |
| Карина Шереверова | Алла Горська              | шістдесятниця-дисидент, борчиня за незалежність України |

### У ролях
| Актор                | Персонаж              | Роль                                                                         |
| -------------------- | --------------------- | ---------------------------------------------------------------------------- |
| Владислав Мамчур     | Леонід Бородін        | російський радянський письменник співкамерник Стуса під-час 2-го ув'язнення  |
| Ахмед Есмурзієв      | Армен                 | вірменський радянський письменник співкамерник Стуса під-час 2-го ув'язнення |
| Михайло Кондратський | Левко Лук'яненко      | шістдесятник-дисидент, борець за незалежність України                        |
| Володимир Гладкий    |                       | наглядач у таборі                                                            |
| Олександр Валюк      |                       | наглядач у таборі                                                            |
| Ігор Тихомиров       |                       | наглядач у таборі                                                            |
| Михайло Горголов     |                       | наглядач у таборі                                                            |
| Петро Сова           | Іван Дзюба            | шістдесятник-дисидент, борець за незалежність України                        |
| Слава Красовська     | Світлана Кириченко    | шістдесятниця-дисидентка, борчиня за незалежність України                    |
| Мирослава Філіпович  | Михайлина Коцюбинська | шістдесятниця-дисидентка, борчиня за незалежність України                    |
| В'ячеслав Ніколаєнко | Юрій Бадзьо           | шістдесятник-дисидент, борець за незалежність України                        |

### В епізодах
| Актор                | Персонаж           | Роль |
| -------------------- | ------------------ | --- |
| Дмитро Базай         | Микола Шамота      | директор Інститут літератури імені Тараса Шевченка АН УРСР (1961—1978)                                                             |
| Роман Халаїмов       | Віктор Медведчук   | продажний адвокат радянської доби                                                                                                  |
| Євген Сінчуков       |                    | суддя у 1980 році |
| Михайло Кришталь     |                    | прокурор на суді |
| Андрій Пархоменко    |                    | лжесвідок на суді |
| Андрій Безкоровайний | Шариков            | свідок на суді |
| Володимир Осадчий    |                    | співробітник КДБ, капітан |
| Володимир Зозуля     |                    | лейтенант на танцях |
| Віктор Вернер        |                    | дружинник на танцях |
| Максим Нікітін       |                    | міліціонер у парку |
| Кирило Мишкін        |                    | дружинник у парку |
| Юрій Яковлев         |                    | дільничний міліціонер |
| Юрій Висоцький       | Олександр Горський | директор Одеської кіностудії, батько Алли Горської                                                                                 |
| Роман Ясіновський    | В'ячеслав Чорновіл | шістдесятник-дисидент, борець за незалежність України                                                                              |
| Віталій Петренко     | Іван Світличний    | шістдесятник-дисидент, борець за незалежність України                                                                              |
| Руслан Гришко        | Лесь Танюк         | шістдесятник-дисидент, борець за незалежність України                                                                              |
| Юрій Вутянов         | Сергій Параджанов  | радянський український та радянський вірменський кінорежисер                                                                       |
| Денис Роднянський    |                    | адвокат Леоніда Бородіна |
| Ігор Петрусенко      | Василь Шиманський  | шкільний колега Стуса, учитель української мови в Горлівці. Певний час був співмешканцем Стуса та ділив з ним кімнату в гуртожитку |
| Валерій Мехед        | Павло Тичина       | український радянський письменник                                                                                                  |
| Павло Кільницький    |                    | шахтар |
| Андрій Резніков      |                    | шахтар |
| Наталя Смирнова      |                    | роздатниця у столовій |
| Лілія Яценко         | Лариса Кадочникова | українська акторка театру і кіно                                                                                                   |
| Олексій Калібабчук   | Дмитро Стус        | син Василя Стуса (у дитинстві) |

Актор Роман Халаїмов зіграв Віктора Медведчука, але у фільмі ім'я Медведчука не згадується.

## Кошторис

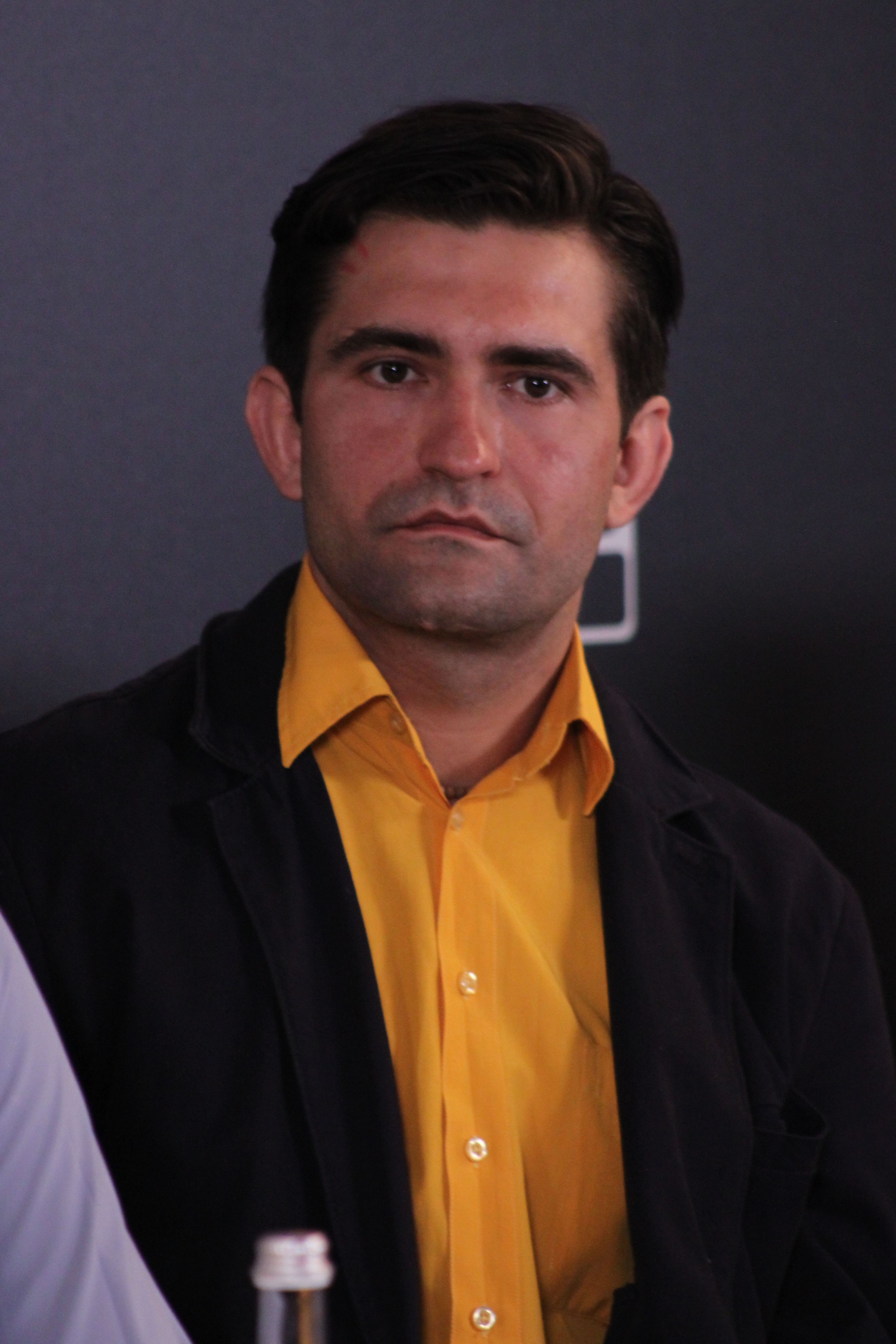
Актор Дмитро Ярошенко, що зіграв у фільмі Василя Стуса (2019)

Проєкт цього фільму став одним із переможців 10-го конкурсного відбору Держкіно. Державне агентство України з питань кіно 18 грудня 2017 року уклало з компанією «UM-GROUP» контракт про надання державної фінансової підтримки фільму «Птах душі». Держкіно виділило 19,05 млн гривень з загального бюджету в 38,1 мільйонів гривень.

## Виробництво

### Препродакшн
Перед початком фільмування 30 квітня 2018 року, творці до цього пройшли довгий етап підготовки який тривав близько трьох місяців. Зокрема на етапі підготовки творці фільму (зокрема сценаристи фільму) брали інтерв'ю у ще живих свідків тих подій, зокрема Івана Драча, Левка Лук'яненка, Маргарити Довгань тощо.. Творці також їздили до сина поета Дмитра Стуса, але він не захотів співпрацювати з ними; хоча, режисер стрічки й наполягав щоб продюсер фільму все ж отримав право на використання віршів, цитат, та імені Стуса у його родичів, включно з його сином Дмитром Стусом. За словами режисера стрічки Дмитро Стус погодився дати ці дозволи з певною умовою, а саме щоб «його більше не згадували всує, бо він ситий всім цим скандалом [навколо включення до фільму сцени суду за участю адвоката поета Віктора Медведчука].

### Сценарій
Сюжет стрічки базований на історичних подіях пізньо-радянської доби. У стрічці окрім саме історії життя Василя Стуса, також змальовується широке тло дисидентського руху України кінця 1960-х — початку 1970-х та їх боротьбу з утисками про української культури. Одним з ключових акцентів стрічки — привернути увагу глядачів на упослідження української мови у ті часи на Донбасі, описання спроб радянської влади показати українську мову як меншовартісну в порівнянні з російською.
Сюжет стрічки описує лише деякі ключові етапи життя Стуса, й повністю оминає такі події як перше ув'язнення Стуса тощо. Сценаристи фільму Сергій Дзюба та Артемій Кірсанов описали весь сюжет майбутньої стрічки в однойменному біографічному кіноромані „Заборонений“, на якому й базувався сюжет фільму. Зокрема у кіноромані сценаристи вирішили оповідати історію життя Василя Стуса від третьої особи: за задумом творців долю Стуса описує колишня кдбістка Віра, яка у молодості, працюючи як агент КДБ, намагалася зламати дух поета під час його 2-го ув'язнення. За твердженням сценаристів, саме через присутність у сценарії оповідача „кдбістки Віри“ й було вирішено не описувати в кіноромані, зокрема, перше ув'язнення Стуса, бо Віра не мала ніякого відношення до цього.
Крім того, деякі сюжетні лінії, які були присутні у кіноромані-першоджерелі довелося вилучити в процесі постпродакшину — зокрема вирізано сюжетні лінії про батьків Стуса, велику кількість його спогадів.

#### Скандал зі сценарієм
8 серпня 2018 року прем'єр-міністр України Володимир Гройсман опублікував на своїх сторінках у соцмережах ролик про нову кінострічку про Василя Стуса. Через два дні розгорівся скандал, через те, що режисери фільму ухвалили рішення вирізати зі стрічки епізод із судом над Василем Стусом. Зі сценарію були видалені усі згадки, зокрема, про відомого українського політика Віктора Медведчука, який у 1980 році, виступав захисником у процесі над поетом Стусом.

Про це повідомив актор Геннадій Попенко: 
|  | Проходячи кастинг на фільм «Стус», я читав сценарій до фільму. У ньому БУЛА сцена останнього суду над Стусом. Саме того суда, що його Стус та українська інтелігенція не визнавали, але адвокат Стуса, товариш Медведчук, визнав не лише суд, а й Стусову «провину». …Нещодавно побачив, що сцени суду вже немає у фільмі. Запитав про це в акторів, що грають у фільмі. Вони підтвердили, що сцени суду вже немає. Її прибрали зі знімального графіка, нікого не попередивши. Навіть такого персонажа, як Медведчук, у фільмі вже немає. Проте кастинг на нього був, актора було знайдено і він готувався до зйомок. |

Інформацію про видалення сцен суду також підтвердив продюсер стрічки Артем Денисов, пояснивши це тим, що «сценарій спочатку передбачав майже 180 хвилин». За словами режисера Романа Бровка, з фільму довелося прибрати не тільки цю сцену, а й близько 20 інших. Це пов'язано з побажаннями рідних Стуса, хронометражем та юридичними тонкощами. Режисер також повідомив, що сцену суду над Василем Стусом, де фігурував Медведчук, буде дознято.
Наприкінці серпня 2018 року на історію з фільмом відреагував сам Віктор Медведчук, назвавши в інтерв'ю на телеканалі «112 Україна» її «провокацією американців». Політик заявив, що його участь у долі українського поета і дисидента Василя Стуса перекручена. Він також зазначив, що не знав про знімання фільму «Птах душі».

### Знімання
Офіційно знімання фільму розпочались 30 квітня 2018 року на вулиці Хрещатик біля арки з виходом на вулицю Лютеранську в Києві. Тут зібрались головні актори та масовка, де все було стилізовано, як під час радянських часів кінця 1960-х років.
Було знято сцену самоспалення колишнього вояка УПА, громадського діяча Василя Макухи, яке він здійснив 5 листопада 1968 року на знак протесту проти комуністичної тоталітарної системи, колоніального становища України, політики русифікації та агресії СРСР проти Чехословаччини, на Хрещатику у Києві. За сюжетом фільму 30-річний Василь Стус став свідком цієї трагічної події і намагався врятувати Макуху від загибелі.
Фільм знято за декілька місяців — з травня по серпень 2018 року. Вихідними на початку липня одну зі сцен знімали у Палаці культури імені Корольова, у спеціальному приміщенні — реконструкції кінотеатру «Україна» 1960-х років минулого століття, де під час прем'єри кінострічки «Тіні забутих предків» Сергія Параджанова літературний критик Іван Дзюба та журналіст В'ячеслав Чорновіл виступили із закликами до протестів через репресії української інтелігенції.

### Саундтрек
Головними піснями до кінострічки стали пісні «Не топчіть конвалій» у виконанні Сергія «Фоми» Фоменка та гурту «Mandry» і «Колискова» Анатолія Сухого (гурт "Рутенія") від гурту «Без Обмежень».

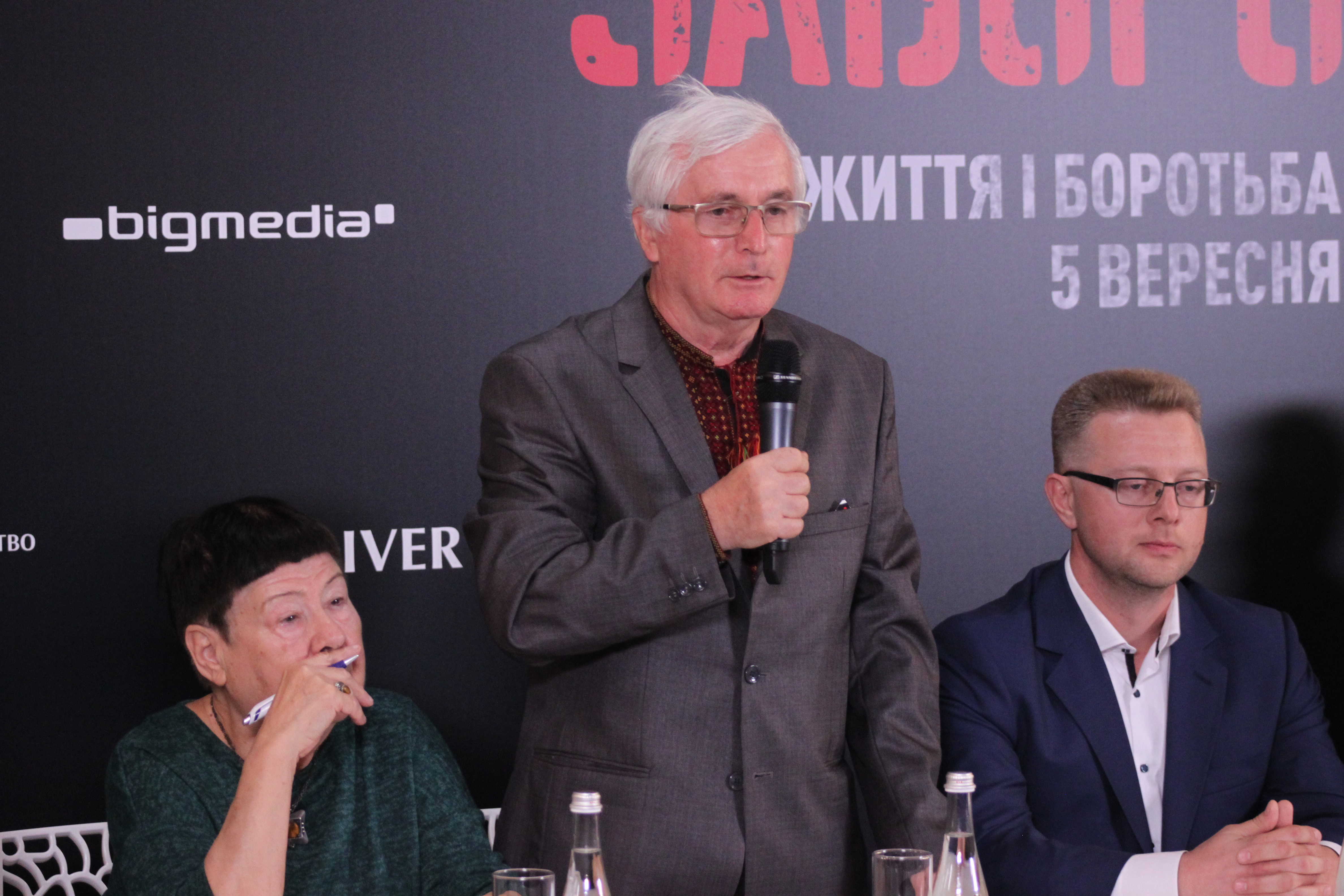
Маргарита Довгань, Василь Овсієнко і Артем Денисов.
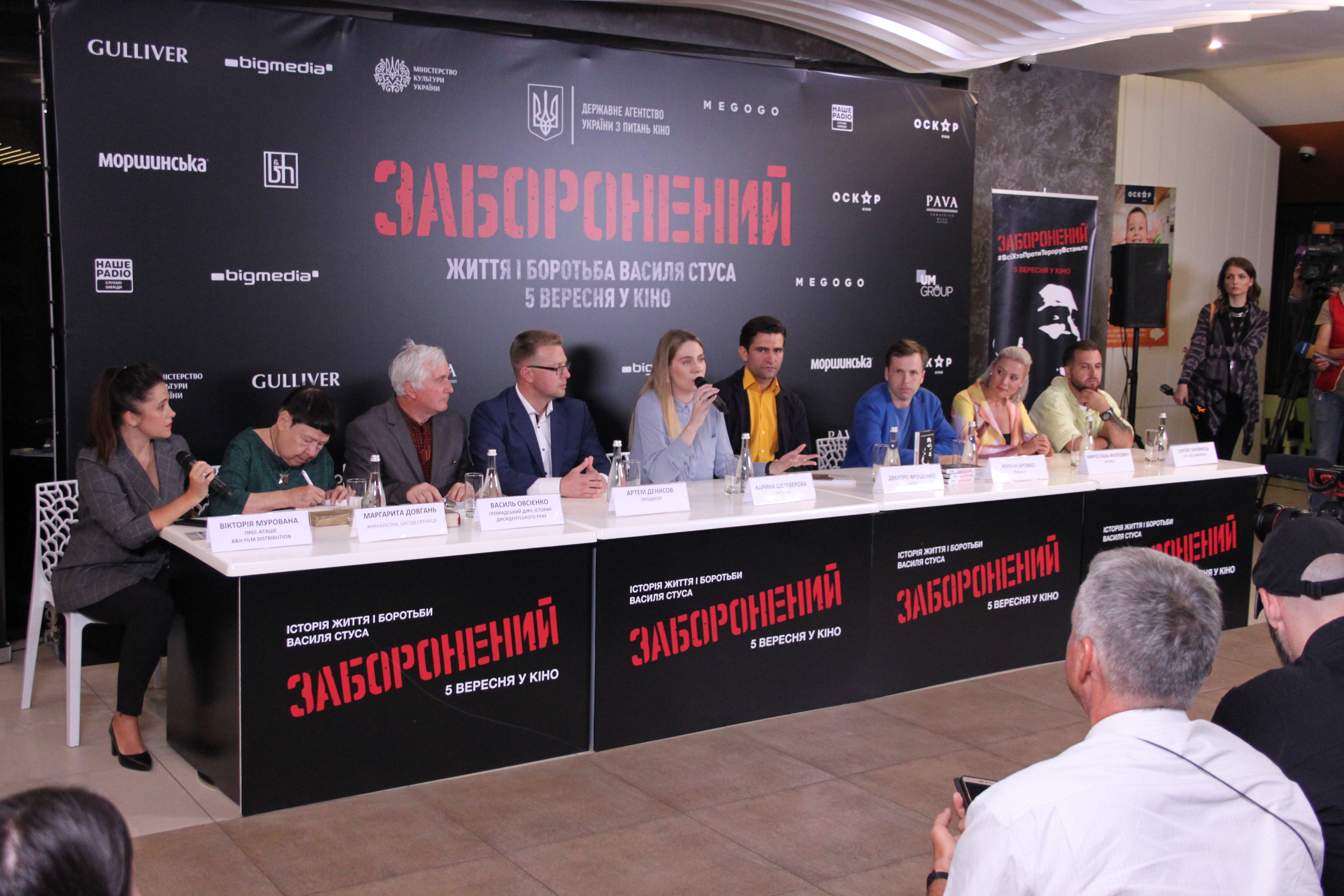
Пресконференція фільму «Заборонений» 4 вересня 2019 року.
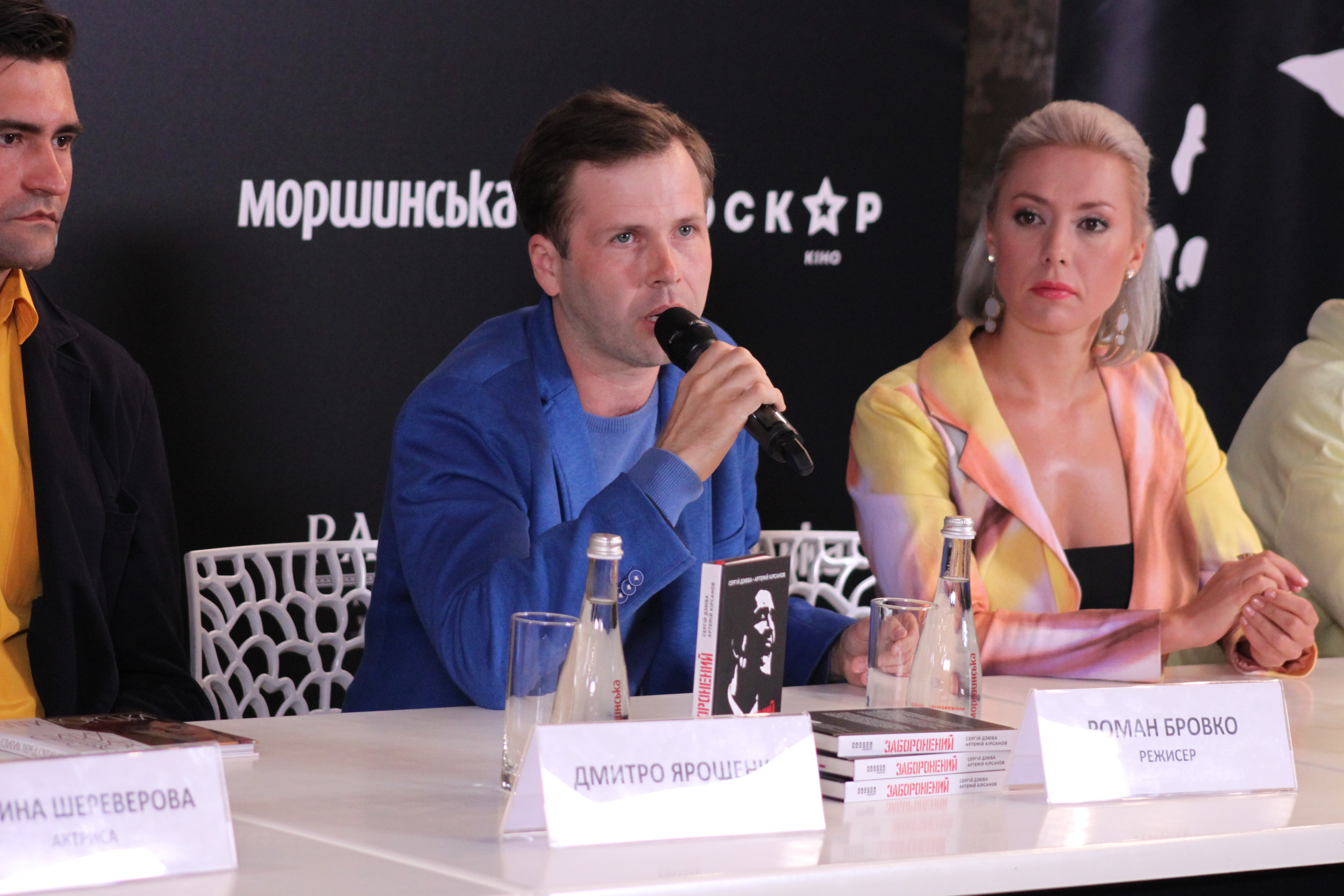
Роман Бровко і Мирослава Філіпович.

## Реліз
Фільм мав вийти 28 лютого 2019, а українським дистриб'ютором мала стати компанія UFD. У грудні 2018 року UFD без пояснень прибрала фільм «Стус» із прокатного розкладу. У квітні 2019 року стало відомо, що дата релізу змінилася на 5 вересня 2019 року, а дистриб'ютор змінився з UFD на B&H.
Телевізійна прем'єра відбулася 28 листопада 2020 року на телеканалі 1+1.

## Критика
До недоліків художнього фільму, що міг стати біографічним, більшість критиків відносять чимало прогалин біографії Василя Стуса, зокрема, перший суд 1972 року з подальшим ув'язненням, які назавжди змінили долю поета. Зовсім не говориться, що Стус був двічі ув'язненим. Відразу після першого звільнення він добровільно очолив Українську Гельсінську спілку. Через дев'ять місяців його знову арештували. Також недостатньо показана його мотивація, характер та, найбільш недостатньо, прописані сценаристами стосунки з рідними та близькими. "Все тут — на рівні загальників та декларацій, — на думку Ігоря Грабовича, — зрозуміти, ким був Стус і чому він діяв так, як діяв, — з фільму фактично неможливо. Це позбавляє стрічку достовірності, насамперед психологічного характеру, і подає поета дещо плакатно. Ймовірно, картина може слугувати хіба першим кроком до знайомства із життям та творчістю Василя Стуса.
Недоліком авторів сценарію стає недостатня деталізація характеру головного героя, зосередженого лише на боротьбі. Замало у фільмі приділяється також увазі поезії Стуса, його світовідчуттю та власної психології. Втім, автори фільму тільки позначають його постійне незадоволення — то діями міліції, то всезагальним конформізмом. Тому, глядачеві не зрозуміло чого Василь Стус, власне, хотів? Яким мав бути його ідеальний світ, яким було його ідеальне Я? Автори проєкту не дають нам інформації про це. Здається, що у якусь мить він втратив інтерес до кохання. Це найбільше відчуває дружина та син. А це і призвело його до трагічного фіналу.
|  | «...у «Забороненому» на перший план виходить також дещо вторинне по відношенню до головного героя та головного конфлікту. Власне, автори картини свідомо чи ні транслюють суто обивательський погляд на Стуса як на цілковитого маргінала й дивака,чия поведінка не надається до розуміння, проте шкодить усім, - вважає Ігор Грабович. У фільмі Василь Стус зображається таким собі утіленням антибуття, своєрідним янголом-винищувачем, безстатевим та цілком безстороннім до звичайного людського існування. Він руйнує, не пропонуючи нічого натомість». |